# Jacob van Heemskerk
Jacob van Heemskerk (Amsterdam, 13 de març de 1567 - Gibraltar, 25 d'abril de 1607) va ser un explorador neerlandès i més tard almirall al comandament de la flota neerlandesa. Va morir victoriós en la batalla de Gibraltar contra la flota espanyola.
El 1604 va casar-se amb Maria Colterman, filla del batlle d'Haarlem i de Pietertje Adrichem. Va morir sense descendència.

## Exploració de l'Àrtida
A la fi del segle xvi les Províncies Unides dels Països Baixos, embrancades en la guerra dels vuitanta anys contra Espanya, buscaven una ruta marítima entre el mar del Nord i l'Extrem Orient que vorejant la costa nord de Rússia els permetés arribar a les Índies Orientals, on tenien interessos comercials, sense passar per la ruta tradicional que vorejava Europa i Àfrica, controlada per Espanya.
Amb aquesta intenció, els Estats Generals dels Països Baixos van finançar una expedició de set naus que sota el comandament de Jacob van Heemskerk i Willem Barentsz va partir el 2 de juny de 1595 de l'illa de Texel. El 18 de novembre van haver de tornar sense haver pogut franquejar els estrets del mar de Kara a causa del gel.

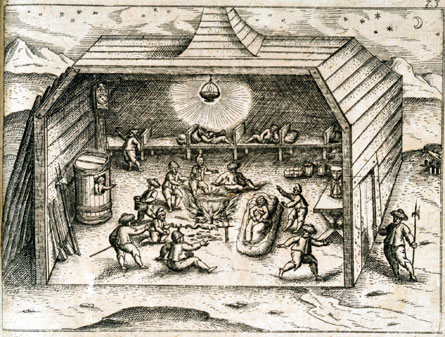
Vista de la casa d'hibernació, extret de la crònica publicada per Gerrit de Veer el 1598

Després del fracàs els Estats Generals van abandonar l'empresa, que va ser represa per la batllia d'Amsterdam. El 18 de maig de 1596 van salpar del port d'Amsterdam dues naus sota el comandament de Jacob van Heemskerk i Jan Cornelisz Rijp. Willem Barentsz acompanyava van Heemskerk com a pilot i Gerrit de Veer era el cronista del viatge. De Veer va publicar la crònica el 1598.
Navegant cap al nord a bord del Hazewind, el 10 de juny van descobrir Bjørnøya, al mar de Barentsz, al nord de Noruega. Seguint el seu rumb el dia 19 van veure un arxipèlag prop de la latitud 80°N que van anomenar Svalbard i que van considerar erròniament com a part de Groenlàndia.
L'1 de juliol els dos vaixells es van separar a causa de les discrepàncies sobre la ruta a seguir. Heemskerk i Barentsz van seguir cap a l'est, intentant envoltar l'extrem nord de Nova Terra, on el seu vaixell va quedar atrapat en el gel l'11 de setembre. Els setze homes de la tripulació van haver de passar l'hivern en un refugi construït amb els materials que van poder treure del vaixell. Barentsz i un altre mariner moririen abans que la resta de l'expedició fos rescatada per embarcacions russes.
Encara que l'objectiu d'arribar fins a Orient no es va complir, aquest viatge se situa entre els més importants de l'exploració de l'oceà Àrtic del segle xvi, i el primer en què un grup d'exploradors van afrontar amb èxit l'hivern polar. Les experiències van servir als posteriors navegants dels Països Baixos per establir fructíferes rutes pesqueres i baleneres.

## Batalla de Gibraltar
Posteriorment, van Heemskerk va ser nomenat vicealmirall de la flota de les Províncies Unides, amb la missió de protegir els navilis neerlandesos en els viatges a les Índies Orientals, i va ser ascendit a almirall poc després.
El 25 d'abril de 1607, continuant amb les hostilitats de la guerra dels vuitanta anys, l'esquadra dirigida per van Heemskerk va atacar la flota espanyola durant la batalla de Gibraltar. Per la maniobrabilitat més grossa dels neerlandesos van poder destruir tota l'Armada Espanyola: 21 vaixells i 4.000 mariners, en una decisiva batalla al començament de la qual va morir van Heemskerk, ferit d'una bala de canó. Tot i això: la victòria va ser seva: era ell que havia organitzat la flota, havia repartit de manera molt clara les tasques i posicions de cada vaixell.
Va ser sebollit a l'Oude Kerk (‘església vella’) d'Amsterdam el 18 de juny de 1607. L'epitafi escrit pel poeta Pieter Corneliszoon Hooft diu:
| «                           | Heemskerck, die dwers door 'tys en tyser dorste streven, Liet d'eer aen 'tland, hier t'lyf, voor Gibraltar het leven. | Per fer camí, Heemskerck gosà trencar gel i ferro Deixà l'honor al país, aquí el cos i a Gibraltar la vida. | » |
| — Pieter Corneliszoon Hooft | | |   |